# Ishida Hiroyuki
Hiroyuki Ishida (sinh ngày 13 tháng 8 năm 1979) là một cầu thủ bóng đá người Nhật Bản.

## Sự nghiệp câu lạc bộ
Hiroyuki Ishida đã từng chơi cho Shimizu S-Pulse, Tokyo Verdy, Clementi Khalsa, Sydney Olympic, Perth Glory, Johor, Ventforet Kofu, Sagan Tosu và Fujieda MYFC.